# Deuteraphorura gigoni
Deuteraphorura gigoni is een springstaartensoort uit de familie van de Onychiuridae. De wetenschappelijke naam van de soort is voor het eerst geldig gepubliceerd in 1962 door Gisin.